# 碇美穂子
碇 美穂子（いかり みほこ、1987年7月20日 - ）は、東京都出身の元女子プロ野球選手、指導者、監督。2021年からの登録名は碇 穂（いかり みのる）。

## 経歴・プレースタイル
2004年の第1回IBAF女子ワールドカップ日本代表に選出。その後流通経済大学に通いながら女子硬式野球チーム侍に所属、主将を務める。
2009年に日本女子プロ野球機構による第1回合同トライアウトを受験し合格、同年12月のドラフト会議で京都アストドリームスへ加入した。2012年には同年に発足した新チームの大阪ブレイビーハニーズに移籍。2013年からは日本女子プロ野球機構のチーム再編に伴い、新規チームのノースレイアに移籍。同時に同チームの選手兼任コーチに就任した。
2014年シーズン後に現役を引退。2015年より兵庫ディオーネの監督に就任。
2020年2月に愛知県一宮市でアマチュアクラブチーム「東海NEXUS」を創設し、監督に就任 (背番号は50)。2024年からは総監督を務める。

## 人物
選手
矢のような送球と巧みなリードが特徴。
人物
プロ退団後に一般企業に就職するのをきっかけに、2021年にトランスジェンダーであることを公表。その時点では戸籍変更の対象となる手術を受けておらず戸籍上は女性であるが、日常は男性として生活を送っている。

## 詳細情報

### 年度別打撃成績
| 年 度     | 球 団      | 試 合 | 打 席 | 打 数 | 得 点 | 安 打 | 二 塁 打 | 三 塁 打 | 本 塁 打 | 塁 打 | 打 点 | 盗 塁 | 盗 塁 死 | 犠 打 | 犠 飛 | 四 球 | 敬 遠 | 死 球 | 三 振 | 併 殺 打 | 打 率 | 出 塁 率 | 長 打 率 | O P S |
| --------- | ---------- | ----- | ----- | ----- | ----- | ----- | -------- | -------- | -------- | ----- | ----- | ----- | -------- | ----- | ----- | ----- | ----- | ----- | ----- | -------- | ----- | -------- | -------- | ----- |
| 2010      | ドリームス | 38    | 129   | 111   | 9     | 25    | 4        | 1        | 0        | 31    | 7     | 0     | 0        | 4     | 0     | 11    | -     | 3     | 11    | 3        | .225  | .312     | .279     | .591  |
| 2011      | ドリームス | 38    | 71    | 57    | 6     | 11    | 3        | 0        | 0        | 14    | 8     | 2     | 1        | 6     | 0     | 4     | -     | 4     | 6     | 2        | .193  | .292     | .246     | .538  |
| 2012      | ハニーズ   | 34    | 97    | 69    | 8     | 18    | 5        | 0        | 0        | 23    | 12    | 0     | 0        | 5     | 2     | 17    | -     | 4     | 13    | 1        | .261  | .424     | .333     | .757  |
| 2013      | レイア     | 33    | 88    | 76    | 8     | 22    | 2        | 1        | 0        | 26    | 4     | 1     | 0        | 5     | 1     | 4     | -     | 2     | 7     | 4        | .290  | .337     | .342     | .679  |
| 2014      | レイア     | 27    | 57    | 48    | 4     | 13    | 3        | 1        | 0        | 18    | 5     | 0     | 0        | 0     | 0     | 8     | -     | 1     | 10    | 3        | .271  | .386     | .375     | .761  |
| JWBL：5年 | JWBL：5年  | 170   | 442   | 361   | 35    | 89    | 17       | 3        | 0        | 112   | 36    | 3     | 1        | 20    | 3     | 44    | -     | 14    | 47    | 13       | .247  | .348     | .310     | .659  |

- 「-」は記録なし。
- 太字はリーグ1位。

### 代表歴
- 第1回IBAF女子ワールドカップ

### 背番号
- 2 （2010年 - 2012年）
- 28　（2013年 - 2014年）
- 50　（2015年 - ）

### 登録名
- 碇美穂子（2010年 - 2020年）
- 碇穂（2021年 - ）